# Coursier diplomatique
Un coursier diplomatique est, tel que défini par la Convention de Vienne de 1961 sur les relations diplomatiques, un fonctionnaire qui transporte des valises diplomatiques. Les coursiers bénéficient de l’immunité diplomatique.

## Activité
Lorsqu’ils exécutent leur travail dans leur pays d’accueil, ils sont protégés contre l’arrestation et la détention. Les coursiers peuvent être désignés sur une base ad hoc, mais dans ce cas ils perdent leur immunité une fois leurs valises livrées. Tous les coursiers ont en main des documents qui font état de leur statut de coursier diplomatique et du nombre de colis transportés dans la valise diplomatique. Les valises diplomatiques peuvent être transportées sous l’autorité de capitaines de compagnies aériennes, bien qu’ils ne soient pas pour autant coursiers diplomatiques.

## Particularité par pays

### Royaume-Uni
Les valises diplomatiques du Royaume-Uni sont portées par les messagers du roi (qui travaillent pour le Ministère des Affaires étrangères et du Commonwealth) et par les opérateurs postaux et de messageries du Corps Royal de Logistique.

### États-Unis

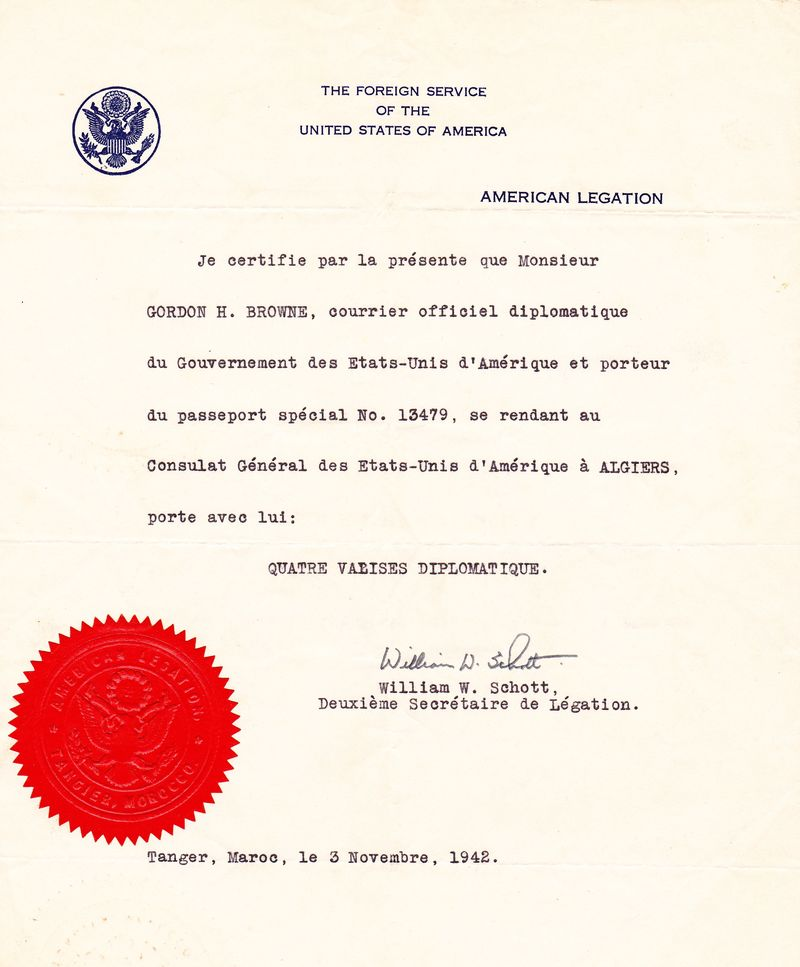
Lettre d'un coursier diplomatique américain en Afrique française du Nord en novembre 1942.

Le Département d'État des États-Unis liste « Coursier diplomatique pour le service extérieur » parmi ses fonctions, avec un salaire établi sur la base du grade FP-6. 
La formation pour les coursiers diplomatiques est d’environ douze à quatorze semaines à Washington, DC. Pendant leur carrière, ils peuvent être affectés à l’un des nombreux bureaux de coursier diplomatique à travers le monde, parmi lesquels figurent Dakar (Sénégal), Abidjan (Côte d'Ivoire), Sydney (Australie), Bangkok (Thaïlande), Francfort (Allemagne), Manama (Bahreïn), Pretoria (Afrique du Sud), Séoul (Corée du Sud), Washington (D.C), São Paulo (Brésil) et Miami (Floride).